# Jaynagar Majilpur
Jaynagar Majilpur este un oraș în India.